# Ajalpan
Ajalpan (del náhuatl: atl, xalli, pan ‘agua, arena, sobre’‘Sobre la arena del agua’) es una ciudad del estado mexicano de Puebla, cabecera del Municipio de Ajalpan. Ajalpan se ubica a unos 140 kilómetros de la capital del estado de Puebla, en el extremo suroeste del territorio estatal. Es uno de los 217 municipios que conforman el estado de Puebla en México. La ciudad se encuentra en la región de la Sierra Negra, al sureste del estado.  

## Población
Según el último censo realizado en 2020 por el Instituto Nacional de Estadística y Geografía, el municipio cuenta con una población total de 74,768 habitantes, de los cuales 36,191 son hombres y 38,577 son mujeres. En el municipio de Ajalpan, más de la mitad de la población vive en zonas rurales. 
Un 62.82% de los habitantes habla alguna lengua indígena, predominando el náhuatl. De la población de 3 años y más, 32,800 personas (43.8% del total) hablan una lengua indígena. Las lenguas más comunes son:
- el náhuatl (32,529 hablantes),
- el mazateco (183 hablantes) y
- el totonaco (16 hablantes). [5]

## Cultura

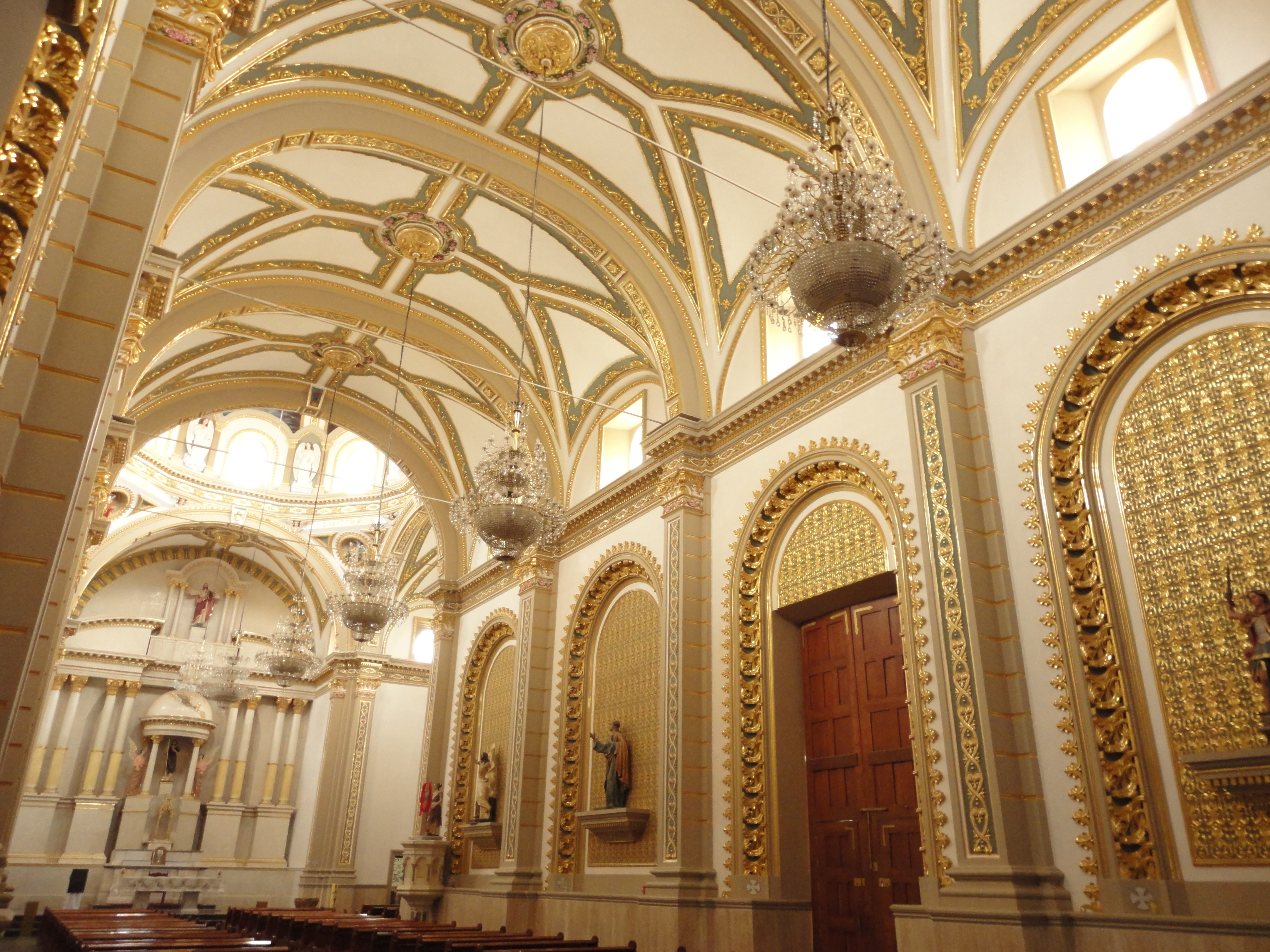
Interior de la parroquia de San Juan Bautista

La fiesta al señor de Coculco se celebra el 3 de mayo que se festeja con una feria de una duración de 10 días, en la que hay danzas, juegos mecánicos, eventos deportivos y de charrería. En junio, se celebra la fiesta del santo patrono de la iglesia principal, San Juan Bautista, y en febrero se celebra el carnaval con comparsas y eventos de música, así como un desfile por las principales calles de la ciudad con carros alegóricos y personas de las distintas comparsas participantes.
En el municipio, se fabrican tejidos de manta y de carrizo, así como artesanías de barro y jarciería.
Existen varios barrios y colonias, las más importantes son: centro, Coculco, Lázaro Cárdenas, Gonzalisco, Las Palmas, Jacarandas, Fátima, 5 de mayo, Buenavista, Teopuxco, San Ángel, Guadalupe, San Miguel, Santa Cecilia
.
Los primeros viernes de cada mes se realiza un evento cultural llamado “Café Literario”, que de inicio se realizó en la casa de cultura José Manríquez y que ahora se realiza en diversas casas con familias que aceptan esa invitación o bien, de alguna familia que desee realizarlo, de manera que va creciendo este evento cultural en donde los participantes se expresan en diversas actividades como el canto, poesía, música, pintura, teatro y cápsulas informativas.
En temporada de muertos que se celebra el día 2 de noviembre de cada año los habitantes tienen la costumbre de visitar a sus muertos por la mañana, y por la tarde en las calles se ve el transitar de la gente con sus canastas de pan, fruta y mole con tamales, cada habitante visita a sus compadres acompañados de su familia por lo cual, los compadres tienen que corresponder dando un regalo a su ahijado(a) tal como juguetes, ropa, o dinero en efectivo.

## Flora y fauna
La flora que tiene la ciudad de Ajalpan son las cactáceas, arbustos; en la parte de la sierra, predomina los bosques de pino y encino.
En la fauna, se encuentra el conejo, coyote, liebre, jabalí, ardilla, venado, víbora de cascabel, zorrillo, mapache, ratonera, coralillo,  masacuata y víbora negra.  Aves como el gavilán, gorrión, paloma y lechuza.

## Actualidad
Hoy en día, la ciudad de Ajalpan ha crecido exponencialmente de manera cultural, pues ha destacado en eventos variados de danza folkloristas, canto y composiciones.
A pesar de ser su principal fuente de ingresos la manufactura de textiles, Ajalpan sigue conservando su inigualable elaboración de canastas, tenates, tejas y ladrillos de barro.
En octubre de 2023 destacó por tener uno de los mejores "Paseo de la calavera" a nivel estatal, obras que más adelante salieran del país y se embarcaran en un viaje por Europa y Asia.
Estas obras fueron realizadas por el Artista "Rafael Mauro Reyes Sanzio".
Ha tenido escritores importantes, como lo fue la Profesora "Margarita Villalba Goméz" cronista e historiadora apálpense.
El 19 de octubre de 2015, los hermanos José Abraham y Rey David Copado Molina fueron linchados por pobladores al ser acusados de secuestradores. El gobierno municipal aclaró que eran encuestadores que trabajaban para una empresa del Distrito Federal.
Tras lo cual, el gobierno estatal de Puebla asumió el control directo de la seguridad de Ajalpan, por sobre las autoridades municipales; que llevó a la detención de cinco posibles responsables el 22 de octubre.